# Strengelbach
Strengelbach (gsw. Strängubach) – gmina (niem. Einwohnergemeinde) w Szwajcarii, w kantonie Argowia, w okręgu Zofingen. Liczy 4 859 mieszkańców (31 grudnia 2020). Leży nad rzeką Wigger.